# Шабуровское сельское поселение (Пермский край)
Шабуровское се́льское поселе́ние — упразднённое в 2020 году муниципальное образование в Частинском муниципальном районе Пермского края Российской Федерации.
Административный центр — деревня Шабуры.

## История
Статус и границы сельского поселения установлены Законом Пермской области от 10 ноября 2004 года № 1726—351 «Об утверждении границ и о наделении статусом муниципальных образований Частинского района Пермского края»
В 2020 году все сельские поселения вместе с Частинским муниципальным районом были упразднены и преобразованы путём их объединения в новое муниципальное образование — Частинский муниципальный округ.

## Население
| 2010  | 2012  | 2013  | 2014  | 2015  | 2016  | 2017  |
| ----- | ----- | ----- | ----- | ----- | ----- | ----- |
| 2364  | ↗2384 | ↘2368 | ↘2340 | ↘2322 | ↘2294 | ↗2306 |
| 2018  | 2019  | 2020  |       |       |       |       |
| ↘2278 | ↘2205 | ↘2155 |       |       |       |       |

## Состав сельского поселения
| №  | Населённый пункт  | Тип населённого пункта          | Население |
| -- | ----------------- | ------------------------------- | --------- |
| 1  | Большие Колесники | деревня                         | 31        |
| 2  | Ельшата           | деревня                         | 191       |
| 3  | Зотинцы           | деревня                         | 10        |
| 4  | Красики           | деревня                         | 7         |
| 5  | Мало-Байдино      | деревня                         | 32        |
| 6  | Малые Горы        | деревня                         | 39        |
| 7  | Малые Колесники   | деревня                         | 28        |
| 8  | Меркуши           | село                            | 338       |
| 9  | Наумки            | деревня                         | 14        |
| 10 | Нижнее Городище   | деревня                         | 28        |
| 11 | Пальники          | деревня                         | ↘83       |
| 12 | Пихтовка          | село                            | 467       |
| 13 | Подземлянная      | деревня                         | 85        |
| 14 | Полуденная        | деревня                         | 27        |
| 15 | Санники           | деревня                         | 8         |
| 16 | Шабуры            | деревня, административный центр | 547       |
| 17 | Шлыки             | село                            | 374       |
| 18 | Яган              | деревня                         | 55        |